# 후지 스피드웨이
후지 스피드웨이(일본어: 富士スピードウェイ)은 시즈오카현 오야마정에 1966년 세워진 일본의 모터 스포츠 경기장이다. 길이가 4.563km 이고 코너가 16개이다.

스즈카 서킷과 더불어 일본 내의 2개뿐인 FIA 1급 서킷이다.

## 기타
전기차 최초로 현대자동차 아이오닉 5 N이 서킷 공식 차량으로 선정 됐다. 2024년 8월 1일부터 2025년 7월 31일까지 1년간 서킷에서 리드차량으로 사용된다. 후지 스피드웨이가 주최한 이벤트에서 선도 주행이나 방문 고객의 레이싱 택시 등 다양하게 활용된다고 한다.